# Гоброн Михаило
Гоброн (груз. გობრონი) такође познат и као Михајло Гоброн или Гоброн Михајло (ум. 9. новембра 914.) је грузијски светитељ и војсковођа. Био је грузијски војни командант који је водио одбрану тврђаве Куели од напада азербејџанског емира Сајида. Када је тврђава пала након 28-дневне опсаде, Гоброн је заробљен и обезглављен, пошто је одбио да пређе на ислам. Убрзо након његове смрти, Гоброн је постао предмет хагиографије коју је написао епископ Стефан Мтвебари светитељ Грузијске православне цркве, која га прославља 17. новембра. Његово мучеништво помињу и средњовековне грузијске и јерменске хронике. 

## Биографија
Житије о Гоброновом мучеништву које се десило у позадини војног напада Јусуфа Ибн Абил-Саја, саџидског емира Азербејџана, на Грузију 914. године. Овај поход је био један од последњих великих покушаја Абасидског калифата да задржати окупацију грузијске земље, које су у то време биле сплет ривалских, аутохтоних држава и муслиманских поседа.
Јусуф Ибн Абил-Сај, Абул-Касим, по средњовековним грузијским изворима, је напао Грузију из Јерменије. Напредовао је, преко муслиманског емирата Тифлис, у Кахетију, одакле се преселио у Картли и извршио инвазију на Самтскхе и Јавакхети. Пошто није могао да заузме тврђаву Тмогви, емир је опседао тврђаву Куели, која је тада била у поседу грузијског Багратидског принца Гургена од Таоа. Куели је издржала 28 дана опсаде: млади командант Гоброн, чије је првобитно име — каже нам његова биографија — било Михајло, пружио је жесток отпор и направио серију јуриша, али је коначно морао да се преда емиру. Грузијски краљ Адарнасе успео је да откупи одређене племиће које су муслимани заробили у Куелију, али је Гоброна емир задржао у заточеништву. Ни обећање почасти, ни мучења и сведочење о масакру 133 његова саборца нису могли да наведу Гоброна да се одрекне хришћанства као што је тражио Јусуф. Према Житију, Гоброн, захвалан Христу што је изабран за мученика, дочекао је своју смрт кроз обезглављивање.
Гобронову одбрану Куелија, његово хватање и погубљење укратко описује анонимна Хроника Картлија из 11. века, део Грузијских хроника, која се позива на детаљнији извештај Стефана Мтвебарија. Погубљење Михајила из Гогарене помињу и јерменски историчар из 10. века Јован од Драсханакерта, а касније и његов сународник Стефан од Тарона.
Православна црква прославља светог Габрона Михајла 17. новембра.